# Seznam iranskih pisateljev
Seznam iranskih pisateljev.

## A
- Kader Abdolah
- Tessa Afshar

## B
- Bahram Beyzai/Bahrām Beyzāêi (dramatik, scenarist ...)

## F
- Amir-Abbas Fakhravar
- Asghar Farhadi

## H
- Omar Hajam
- Sadek Hedajat

## K
- Modžgan Kavusi

## M
- Mohsen Makhmalbaf

## S
- Ali-Akbar Sa'idi Sirjani

## T
- Nahal Tajadod